# Georg Friedrich Seidel
Georg Friedrich Justus Seidel (* 6. Dezember 1823 in Zweibrücken, Rheinkreis; † 4. Februar 1895 in München, Königreich Bayern) war ein deutscher Architekt und Publizist. Als Baubeamter der Königlich Bayerischen Staatseisenbahnen gestaltete er die Empfangsgebäude einiger bayerischer Bahnhöfe.

## Leben
Georg Friedrich Seidel wurde am 6. Dezember 1823 im seinerzeit zu Bayern gehörigen Zweibrücken als Sohn eines Postmeisters der Bayerischen Staatsposten geboren. Sein älterer Bruder war der Mathematiker, Optiker und Astronom Philipp Ludwig von Seidel. Aufgrund der Versetzungen des Vaters gelangte er im Laufe der Kindheit nach Hof, wo er zum Schuljahr 1835/1836 in die Lateinschule eintrat. Mit Beginn des Schuljahres 1838/1839 trat Seidel in das Gymnasium der Stadt über, das heutige Jean-Paul-Gymnasium. Dieses verließ er nach Erlangung des Reifezeugnisses zum Ende des Schuljahrs 1841/1842.
Anschließend studierte er Bauingenieurwesen an der Polytechnischen Schule München und Architektur an der Bauschule der Akademie der Bildenden Künste München. 1846 und 1847 bestand er die Theoretischen Staatskonkurse, also ein erstes Staatsexamen, in Ingenieurwesen und Zivilbau.
Nach mehrjährigem staatlichen Vorbereitungsdienst in München und Bayreuth absolvierte Seidel zwischen März und Juni 1850 erfolgreich die praktische Staatsprüfung. Wegen schlechter Chancen auf eine feste staatliche Anstellung war Seidel in der Folgezeit dann zunächst als städtischer Ingenieur in Augsburg tätig.
Nachdem der bayerische Staat wieder mehr Gewicht auf den Bau neuer Eisenbahnstrecken legte, trat Seidel 1856 als technischer Gehilfe der Bausektion Rosenheim in staatlichen Dienst und führte dort größere Hochbauten aus. 1859 wechselte er als Bauassistent zur obersten Baubehörde im Bayerischen Innenministerium, wo er zum  1. Februar 1862 eine Festanstellung als königlicher Baubeamter erhielt. Nachdem zwischenzeitlich die staatliche Bautätigkeit wieder nachgelassen hatte, konnte Seidel anschließend mit staatlichen Stipendien England, Frankreich, Italien und Lissabon bereisen und sich dort künstlerisch weiterbilden.
Zum Ende des Jahrzehnts gewann dann der staatliche Eisenbahnbau in Bayern wieder an Fahrt, nachdem durch das am 29. April 1869 erlassene Gesetz, die Ausdehnung und Vervollständigung der bayerischen Staatsbahnen, dann Erbauung von Vicinalbahnen betreffend erhebliche finanzielle Mittel bereitgestellt wurden. 1872 schlug Seidel daher eine Ernennung zum Kreisbauassessor in München aus und trat zum 1. April als Bezirksingenieur in die Bauabteilung der Generaldirektion der Königlich Bayerischen Verkehrsanstalten ein, wo er sich vor allem mit dem Entwurf von Empfangsgebäuden befasste. Am 1. September 1878 wurde er zum Oberingenieur befördert, erhielt 1881 den Michaelsorden und wurde am 1. Juli 1892 zum Generaldirektionsrat erhoben, nachdem er den Amtstitel Rat schon seit 1888 führen durfte.
Nach Vollendung des 70. Lebensjahrs trat Seidel am 16. April 1894 in Ruhestand. Er erlag bereits im Folgejahr, am 4. Februar 1895, nach mehrwöchiger Krankheit in München einer „ausgebreiteten heftigen Bronchitis“.
Seidel war seit dem 26. Mai 1853 mit Adelheid Köhler verheiratet. Mit ihr hatte er vier Kinder, drei Töchter und einen Sohn, wobei zwei der Töchter in früher Kindheit starben.

## Architektonisches Werk
Seidel war in einer Hochperiode des staatlichen Neubaus von Hauptbahnen in Bayern maßgeblich an Entwurf und Errichtung von Bahnhofshochbauten beteiligt. Insbesondere die Empfangsgebäude tragen dabei seine Handschrift.
Zu den in den 1870ern unter Seidels Mitarbeit errichteten Verbindungen zählen:
- Fichtelgebirgsbahn, heute Bahnstrecken Nürnberg–Cheb und Schabelwaid–Bayreuth
- Donautalbahn, heute Bahnstrecke Ingolstadt–Neuoffingen
- Bahnstrecke Ingolstadt–Augsburg-Hochzoll
- Bahnstrecken München–Buchloe und Buchloe–Memmingen, insbesondere mit den großen Empfangsgebäuden in Pasing und Mindelheim
- Bahnstrecke Aschaffenburg–Miltenberg

Die Empfangsgebäude wurden dabei nicht unbedingt individuell geplant, sondern entsprechen einem von mehreren Grundtypen. Beim Bau der Verbindung von München nach Memmingen etwa wurden gleiche Gebäude vom Typ „Haltestelle“ errichtet in Stetten, Schwabhausen und Igling, sowie gleiche Gebäude von nächstgrößeren Typ „Station“ in Ungerhausen, Sontheim, Türkheim und Grafrath.
Neben derartig normierten Neubauten entlang neu errichteter Strecken gestaltete Seidel auch markante Empfangsgebäude und adaptierte bestehende Bauten, etwa in Pasing, Bayreuth, Hof, Bamberg, Aschaffenburg, Würzburg, Neuenmarkt und Schweinfurt. Er widmete sich zum Ende seiner Tätigkeit hin außerdem immer mehr der Frage, wie für die ab den 1880ern vermehrt gebauten Lokalbahnen kostengünstig ansprechende Betriebsgebäude erstellt werden können. Ferner entwarf er in dieser letzten Schaffensphase auch Postgebäude in Augsburg und Bamberg.

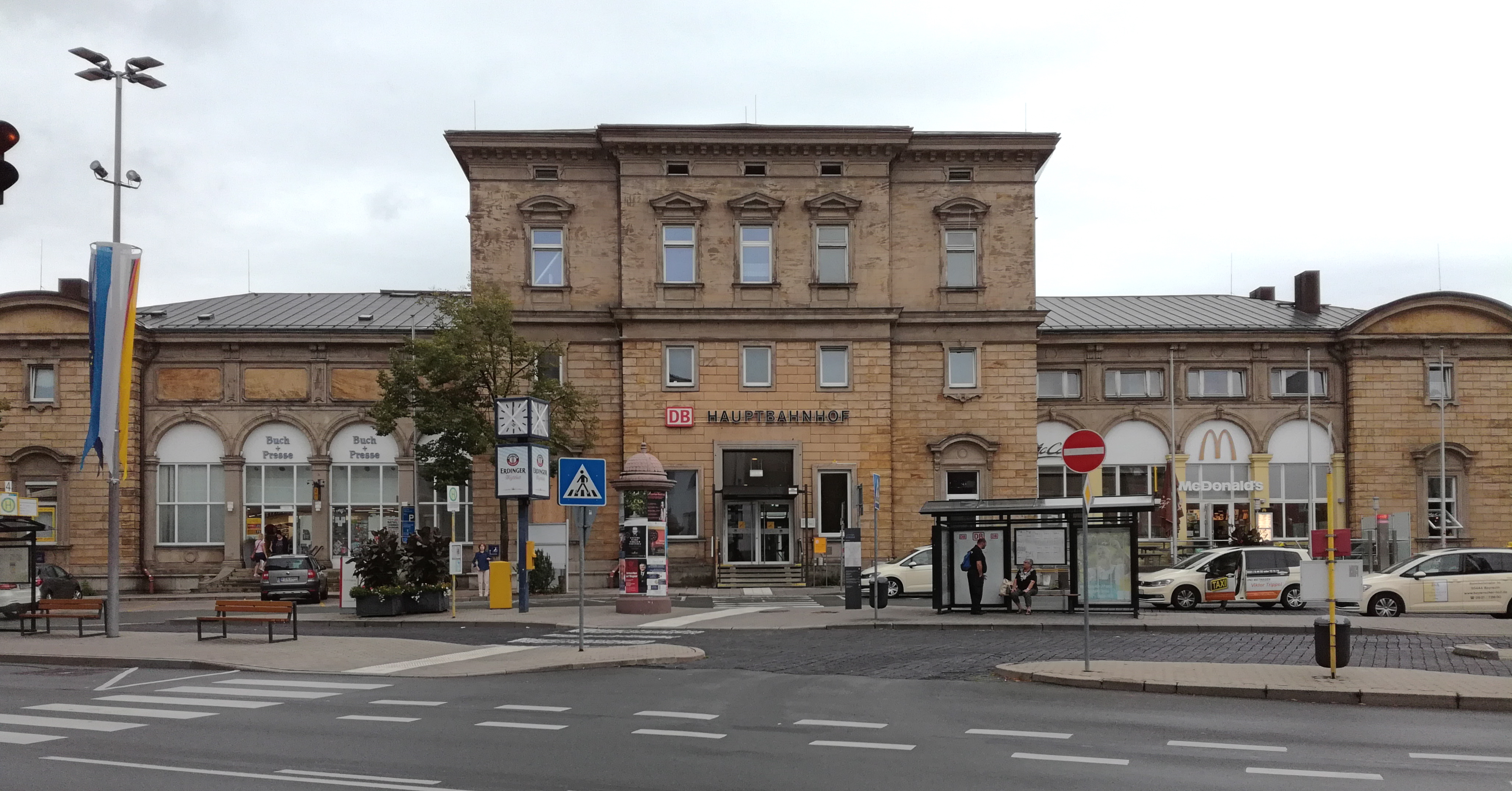
Empfangsgebäude Bayreuth Hauptbahnhof (2019)
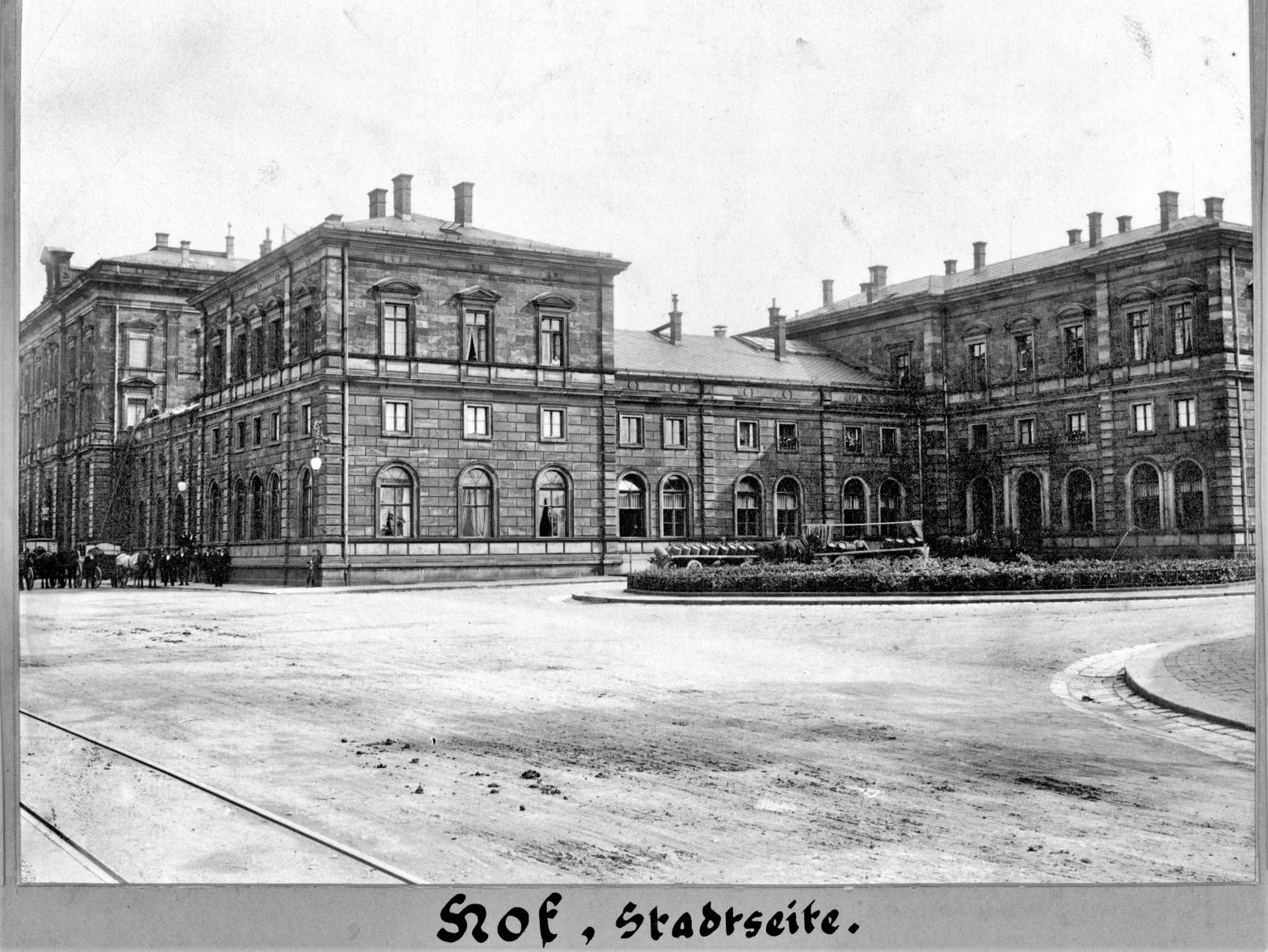
Empfangsgebäude Hof Hauptbahnhof (1902)
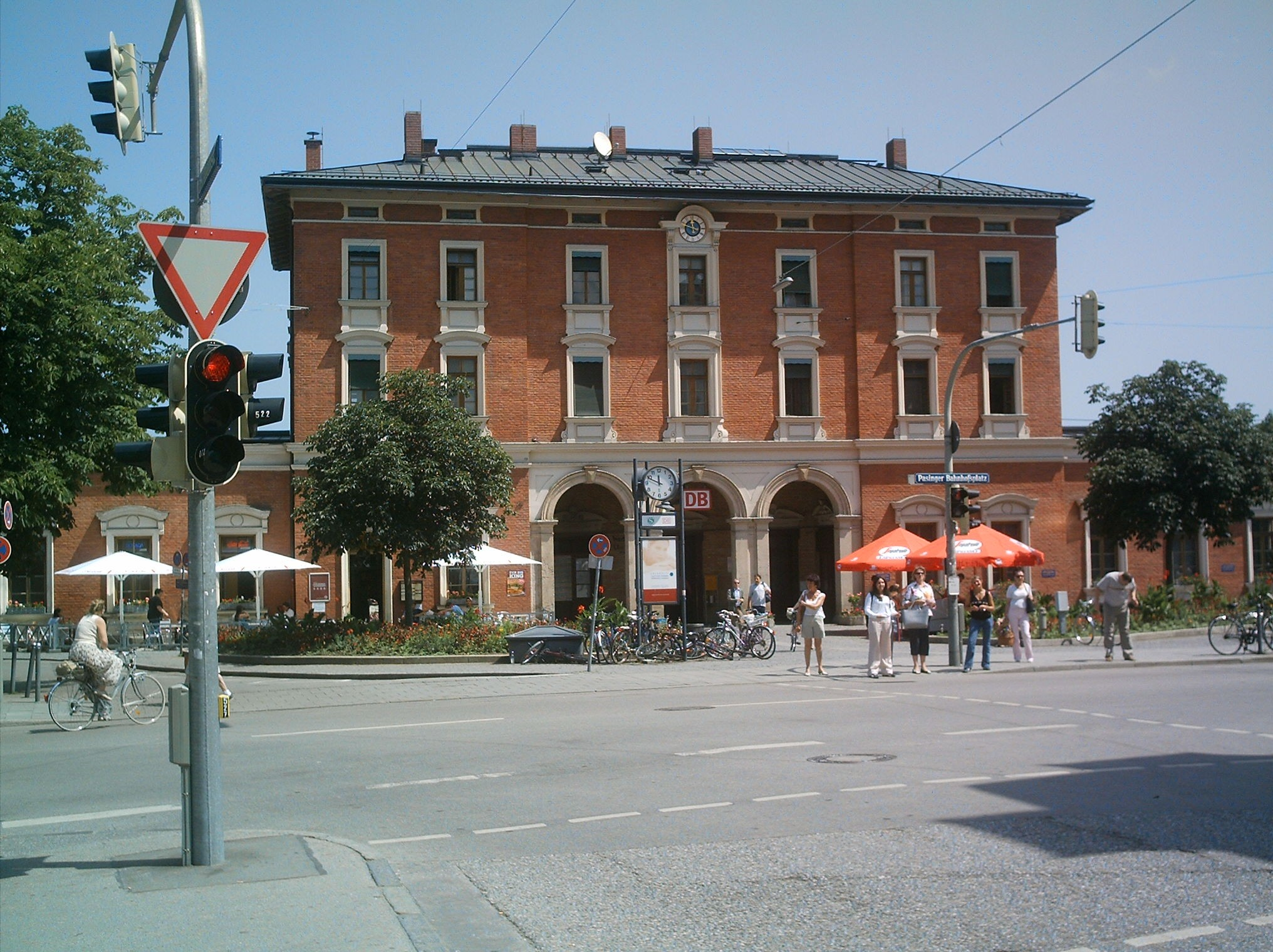
Empfangsgebäude München-Pasing (2006)
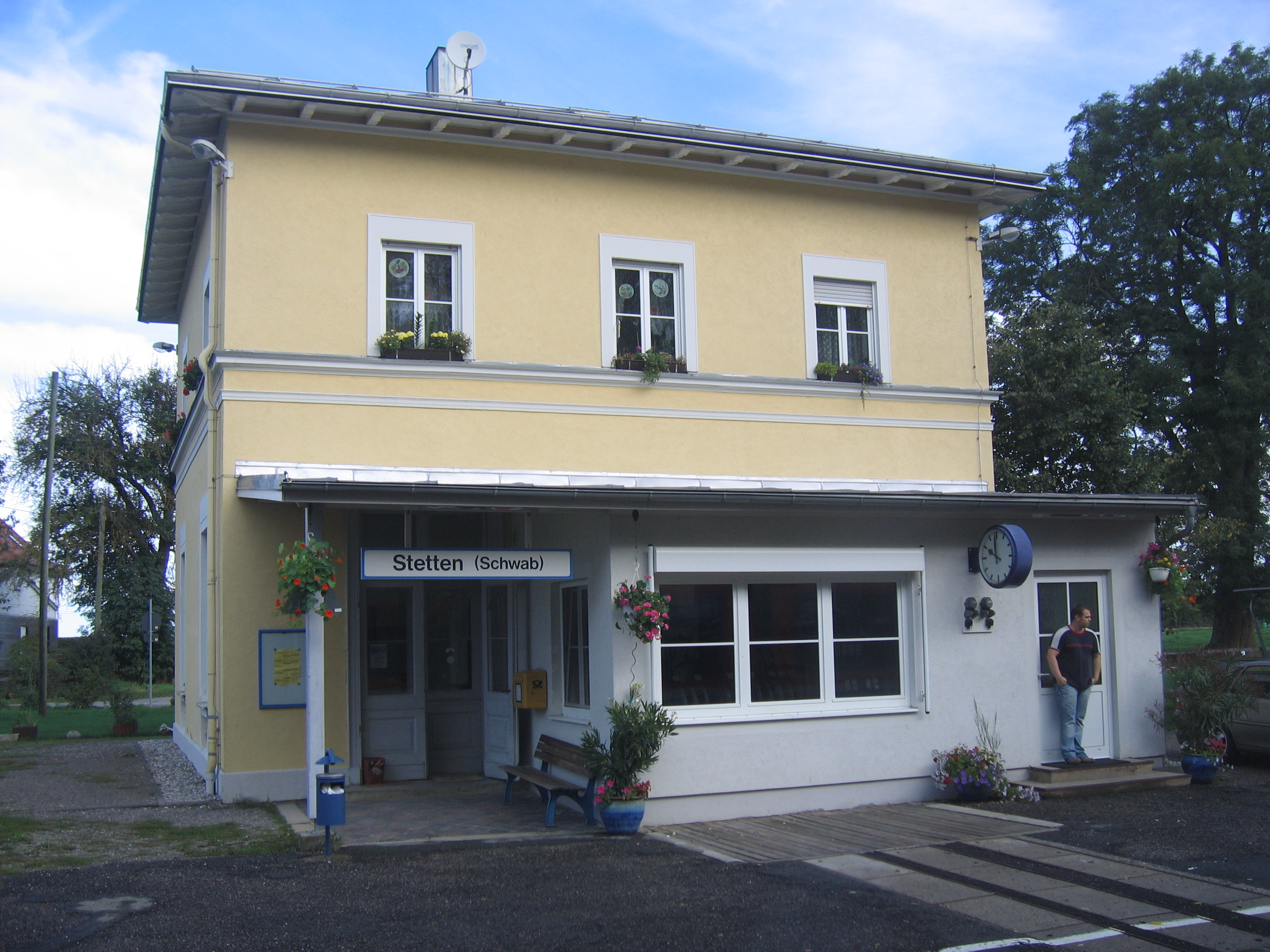
Empfangsgebäude Stetten (Schwaben) (2006)
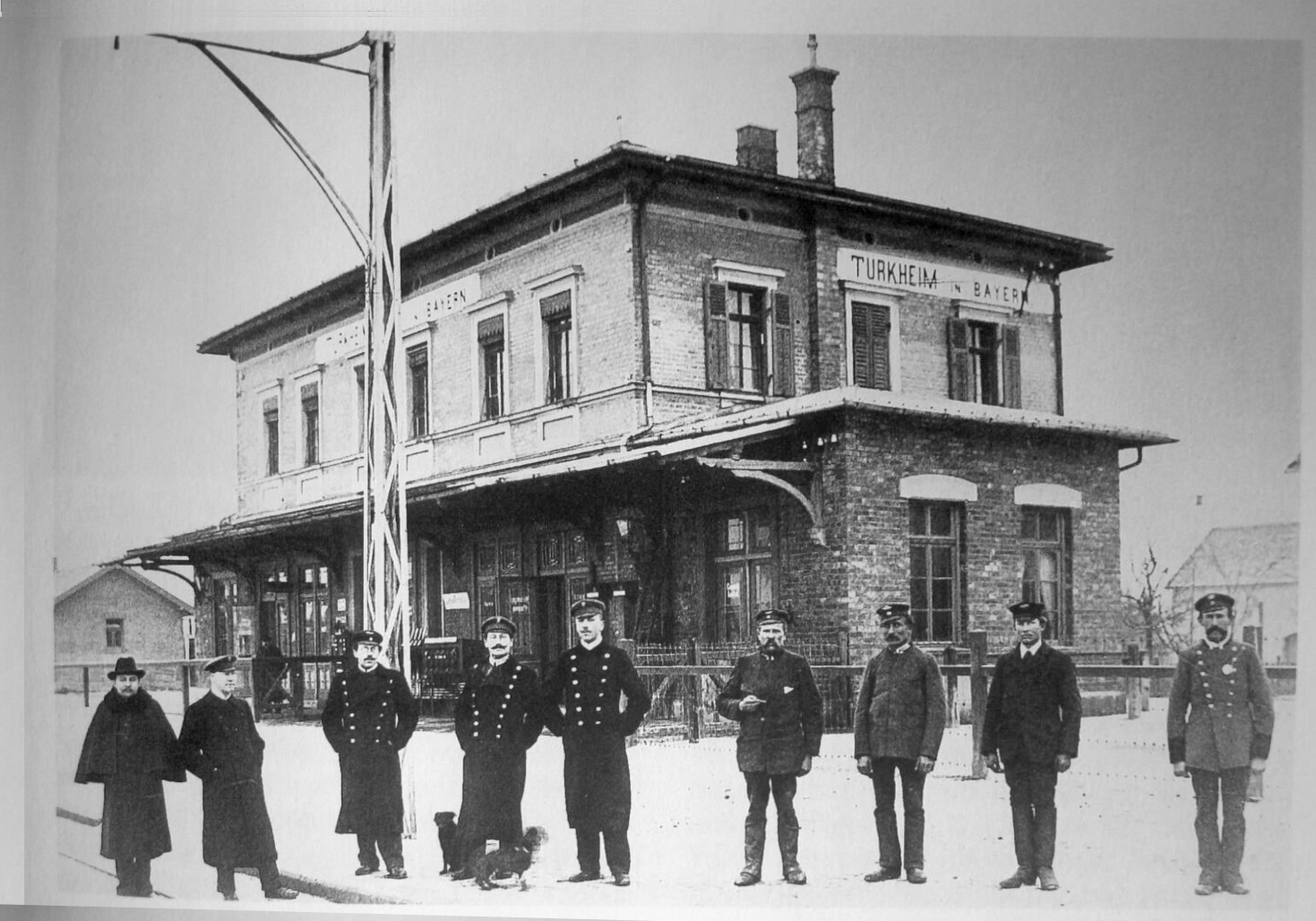
Empfangsgebäude Türkheim (Bayern) Bahnhof (1902)

## Öffentliches Wirken
Neben seiner beruflichen Tätigkeit widmete sich Seidel auch kunstgeschichtlichen Fragen. Bereits 1874 machte er sich in einem Vortrag für Denkmalpflege, also die systematische Erfassung und Erhaltung schützenswerter Bauten stark. Später gab er zwei Bände zur Münchner Residenz heraus, zunächst 1880 mit Unterstützung durch König Ludwig II. einen Bildband mit Kupferstichen von Eduard Obermayer und dann 1883 einen ergänzenden Textband. 1885 publizierte er zur Schlossanlage Schleißheim, wobei dieses wie die vorhergehenden Werke in der Allgemeinen Zeitung von Wilhelm Lübke positiv besprochen wurde. Es folgten weitere Schriften und Vorträge, etwa über Friedrich von Gärtner (1886) und das Kloster Ettal (1890).
Auch eisenbahnfachlich wirkte Seidel publizistisch. So stammte insbesondere der Eintrag zum Stichwort „Empfangsgebäude“ in der ersten Auflage der Enzyklopädie des Eisenbahnwesens von Victor von Röll aus seiner Feder.
Seidel engagierte sich weiterhin in Berufsverbänden. Er gehörte dem Vorstand des Bayerischen Architekten- und Ingenieur-Vereins an und vertrat diesen im Verband Deutscher Architekten- und Ingenieurvereine (VDAI).
Die Deutsche Bauzeitung widmete ihm nach seinem Tod in der Ausgabe vom 4. Mai 1895 einen ausführlichen Nachruf.

## Schriften
- Eduard Obermayer: Die königliche Residenz in München. Hrsg.: Georg Friedrich Seidel. Verlag von E. A. Seemann, Leipzig 1880 (uni-heidelberg.de [abgerufen am 11. September 2024]).
- Christian Häutle: Geschichte der Residenz in München. Hrsg.: Georg Friedrich Seidel. Verlag von E. A. Seemann, Leipzig 1883 (uni-heidelberg.de [abgerufen am 11. September 2024]).
- Johann Mayerhofer: Geschichte des königlichen Lustschlosses Schleißheim. Hrsg.: Georg Friedrich Seidel. Verlag von E. A. Seemann, Leipzig 1885.
- Georg Friedrich Seidel: Friedrich von Gärtner. Vortrag in der Münchener Zweiggenossenschaft des freien deutschen Hochstifts. Wirth'sche Buchdruckerei, Augsburg 1886.